# Lex monetae
Lex monetae è un'espressione latina con la quale si indica il potere di uno stato sovrano di scegliere quale valuta adottare e di determinarne in base alle proprie leggi il valore, cioè il tasso di conversione tra la precedente e la successiva moneta avente corso legale. 

## Cambio di moneta
In caso di cambio di moneta, nulla cambia per scambi fra due soggetti nazionali o con uno estero, denominati in partenza in valuta diversa da quella nazionale.

### Contratti nazionali
I contratti nazionali vengono ridenominati nella nuova moneta al tasso di cambio fissato. 
Allo stesso modo, vengono ridenominati nella nuova valuta i titoli di debito dello Stato, anche sottoscritti da investitori esteri. Secondo le regole del diritto internazionale pubblico, gli atti di esercizio dell’attività sovrana (cosiddetti iure imperii) e i beni connessi con quest’ultima beneficiano di talune immunità dalla giurisdizione e dalla esecuzione forzata. Se uno Stato si rifiuta di pagare ovvero impone una svalutazione del proprio debito passando a una nuova valuta, almeno nell'ordinamento del Paese debitore, gli investitori non hanno tutele per vedersi riconosciuto (e pagato con pignoramenti) il proprio credito, a meno che non abbiano sottoscritto dei derivati a copertura del rischio o non siano beneficiari di Clausole di Azione Collettiva.

### Contratti internazionali
I contratti internazionali, ovvero dove una o più delle parti firmatarie è pagata o comunque riferibile in altra valuta (es. un altro Stato) oppure è un soggetto che opera in più nazioni (Fondo Monetario, Banca Mondiale. ecc.), sono regolati da clausole di salvaguardia del valore del credito oppure dallo specifico riferimento alla legislazione di un Paese, che può essere terzo a tutti i firmatari (ad esempio nella legge inglese).
Senza indicazioni in merito, il diritto commerciale internazionale prevede che si debba ricostruire la volontà originaria delle parti. È di prassi riferirsi alla lex monetae del luogo dove viene effettuato il pagamento, ovvero dal luogo dove si trova la Borsa Valori che condiziona il valore della transazione.

### Il caso dell'eurozona
Il concetto è stato identificato come potenziale problema nel caso di collasso dell'Eurozona o se un dei suoi membri decidesse di abbandonarla, dal momento che debiti contratti in euro potrebbero diventare debiti in un'altra valuta. Il tasso di conversione sarebbe stabilito dal paese in esame.

## Clausole di azione collettiva
Le clausole di azione collettiva (CACs) sono state introdotte nei titoli di Stato di durata superiore a un anno, emessi dal 1/1/2013, ad opera del Decreto del Ministero dell’Economia e delle Finanze n. 96717 del 7 dicembre 2012, in precedenza introdotte a livello comunitario da una norma del Trattato di Istituzione del Meccanismo Europeo di Stabilità sottoscritto dai 17 paesi della zona Euro. Consentono allo Stato, emittente dei Titoli governativi, di decidere in modo autonomo se e come cambiare eventuali condizioni di un BTP o di un CCT. D'altro canto consentono a chi ha il 25% di ogni emissione di opporsi alla ridenominazione.